# Hiatulopsis amara
Hiatulopsis amara är en svampart som först beskrevs av Beeli, och fick sitt nu gällande namn av Singer & Grinling 1967. Hiatulopsis amara ingår i släktet Hiatulopsis och familjen Agaricaceae.   Inga underarter finns listade i Catalogue of Life.